# Fort Washington (Pennsylvanie)
Pour les articles homonymes, voir Fort Washington.
Fort Washington est une census-designated place du comté de Montgomery, située dans la banlieue de Philadelphie en Pennsylvanie, aux États-Unis.

## Géographie
Fort Washington se trouve au nord-est des États-Unis, dans le sud-est de l'État de Pennsylvanie, principalement au sein d'Upper Dublin Township mais également de Whitemarsh Township dans le comté de Montgomery, dont le siège de comté est Norristown. Ses coordonnées géographiques sont 40° 08′ 19″ N, 75° 11′ 29″ O.

## Démographie
Au recensement de 2010, sa population était de 5 446 habitants.